# Во глубине сибирских руд
«Во глубине́ сиби́рских руд» («В Сибирь») — стихотворение А. С. Пушкина (1827), написанное в поддержку декабристов, сосланных в Сибирь.
Во глубине сибирских руд

Храните гордое терпенье,

Не пропадет ваш скорбный труд

И дум высокое стремленье.

Несчастью верная сестра,

Надежда в мрачном подземелье

Разбудит бодрость и веселье,

Придет желанная пора:

Любовь и дружество до вас

Дойдут сквозь мрачные затворы,

Как в ваши каторжные норы

Доходит мой свободный глас.

Оковы тяжкие падут,

Темницы рухнут — и свобода

Вас примет радостно у входа,

И братья меч вам отдадут.
Стихотворение распространилось в списках (известно не менее 23), где варьируется в ряде строк, в заголовке. Опубликовано только в 1856.
Точная датировка — конец декабря 1826 — начало января 1827 г., поскольку Пушкин передал его декабристам вместе с посланием к И. Пущину («Мой первый друг, мой друг бесценный») через А. Г. Муравьёву, отъезжавшую из Москвы к мужу на каторгу в начале января 1827 г.
На это послание декабрист А. И. Одоевский ответил:
…Наш скорбный труд не пропадёт:

Из и́скры возгорится пламя,

И просвещенный наш народ

Сберётся под святое знамя…